# Fritjof Sjögren
Fritjof Sjögren, född den 19 februari 1900 i Foss församling, Göteborgs och Bohus län, död den 12 april 1976 i Uppsala, var en svensk jurist.
Sjögren avlade studentexamen i Göteborg 1918 och juris kandidatexamen vid Uppsala universitet 1924. Han genomförde tingstjänstgöring i Sunnervikens domsaga 1924–1927. Sjögren blev biträdande fiskal i Göta hovrätt 1928, tillförordnad fiskal där 1929, adjungerad ledamot 1932, assessor 1934 och hovrättsråd 1937. Han blev tillförordnad revisionssekreterare sistnämnda år och revisionssekreterare 1941. Sjögren var häradshövding i Norra Roslags domsaga 1945–1967. Han var landstingsman 1955–1966. Sjögren blev riddare av Nordstjärneorden 1940 och kommendör av samma orden 1955.